# Just Push Play
Just Push Play – trzynasty album studyjny zespołu Aerosmith. Wydany 6 marca 2001.

## Lista utworów
1. "Beyond Beautiful" (Marti Frederiksen, Mark Hudson, Joe Perry, Steven Tyler) – 4:45
2. "Just Push Play" (Steve Dudas, Hudson, Tyler) – 3:51
3. "Jaded" (Frederiksen, Tyler) – 3:34
4. "Fly Away From Here" (Chapman, Frederiksen) – 5:01
5. "Trip Hoppin'" (Frederiksen, Hudson, Perry, Tyler) – 4:27
6. "Sunshine" (Frederiksen, Perry, Tyler) – 3:37
7. "Under My Skin" (Frederiksen, Hudson, Perry, Tyler) – 3:45
8. "Luv Lies" (Frederiksen, Hudson, Perry, Tyler) – 4:26
9. "Outta Your Head" (Frederiksen, Perry, Tyler) – 3:22
10. "Drop Dead Gorgeous" (Hudson, Perry, Tyler) – 3:42
11. "Light Inside" (Frederiksen, Perry, Tyler) – 3:34
12. "Avant Garden" (Frederiksen, Hudson, Perry, Tyler) – 4:52

## Twórcy

### Muzycy
- Tom Hamilton - gitara basowa
- Joey Kramer - perkusja
- Joe Perry - gitara, śpiew
- Steven Tyler - gitara, harmonijka ustna, perkusja, fortepian, kongi, bębny, śpiew, śpiew w tle
- Brad Whitford - gitara

### Dodatkowi twórcy
- Paul Caruso - Programowanie loopów
- Jim Cox - fortepian
- Dan Higgins - klarnet, saksofon
- Tony Perry - gitara, skrecz, elektryczna gitara hawajska, śpiew, śpiew w tle, lira korbowa, slide guitar
- Paul Santo - organy Hammonda, syntezator
- Tower of Power - róg
- Liv Tyler - szept

## Produkcja
- Producenci: Marti Frederiksen, Mark Hudson, Joe Perry, Steven Tyler
- Technicy: Brian Carrigan, Paul Caruso, Richard Chycki, Marti Frederiksen, Scott Gordon, Jesse Henderson, Paul Santo, Allen Sides
- Technik pomocniczy: Fran Flannery
- Miksowanie: Jeff Burns, Mike Shipley
- Mastering: George Marino
- Nagrywanie: Richard Chycki, Marti Frederiksen
- Technik instrumentów muzycznych: Jim Survis
- Programowanie loopów: Paul Caruso
- Aranżacja rogów: Jim Cox
- Aranżacja instrumentów strunowych: David Campbell, Jim Cox
- Koordynator specjalnych projektów: Keith Garde
- Twórca: Stephen Saper
- Kierownictwo artystyczne: Kevin Reagan
- Projekt: Kevin Reagan
- Makijaż: Melissa Rogers

## Notowania na listach muzycznych

### Album
Billboard (Ameryka Północna)
| Rok  | Kategoria                             | Pozycja |
| ---- | ------------------------------------- | ------- |
| 2001 | The Billboard 200                     | 2       |
| 2001 | Najpopularniejsze albumy w Kanadzie   | 2       |
| 2001 | Najpopularniejsze albumy w internecie | 2       |

### Single
Billboard (Ameryka Północna)
| Rok  | Singel               | Kategoria                    | Pozycja |
| ---- | -------------------- | ---------------------------- | ------- |
| 2001 | "Fly Away From Here" | Adult Top 40                 | 36      |
| 2001 | "Fly Away from Here" | Top 40 Mainstream            | 24      |
| 2001 | "Fly Away from Here" | Top 40 Tracks                | 34      |
| 2001 | "Jaded"              | Adult Top 40                 | 6       |
| 2001 | "Jaded"              | Canadian Singles Chart       | 6       |
| 2001 | "Jaded"              | Latin Pop Airplay            | 30      |
| 2001 | "Jaded"              | Latin Tropical/Salsa Airplay | 21      |
| 2001 | "Jaded"              | Mainstream Rock Tracks       | 1       |
| 2001 | "Jaded"              | The Billboard Hot 100        | 7       |
| 2001 | "Jaded"              | Adult Top 40 Recurrents      | 6       |
| 2001 | "Jaded"              | Top 40 Mainstream            | 6       |
| 2001 | "Jaded"              | Top 40 Tracks                | 8       |
| 2001 | "Just Push Play"     | Mainstream Rock Tracks       | 10      |
| 2001 | "Sunshine"           | Mainstream Rock Tracks       | 23      |
| 2002 | "Just Push Play"     | Top 40 Mainstream            | 38      |

## Wyróżnienia
| Organizacja     | Rodzaj          | Data            |
| --------------- | --------------- | --------------- |
| RIAA – USA      | Złota płyta     | 3 kwietnia 2001 |
| RIAA – USA      | Platynowa płyta | 3 kwietnia 2001 |
| ABPD – Brazylia | Złota płyta     | 2001            |